# فرودگاه بوورمان
فرودگاه بوورمان (به انگلیسی: Bowerman Airport) یک فرودگاه همگانی بهره‌برداری هوایی با کد یاتا HQM است که یک باند فرود آسفالت دارد و طول باند آن ۱۵۲۴ متر است. این فرودگاه در شهر هوکویام، واشینگتن کشور ایالات متحده آمریکا قرار دارد و در ارتفاع ۵ متری از سطح دریا واقع شده‌است.